# Лазић
Лазић је српско презиме. Презиме носи више родова који нису у међусобном сродству.
Лазићи из Бошњановића воде порекло од Лазара Бунарчевића, рођеног 1765. године у селу Мушић. Око 1785. године доселио се у Бошњановић (данас у општини Љиг). Славио је Светог Николу. Лазар је учествовао у Првом српском устанку и по породичном предању, када је тај део Србије очишћен од Турака Лазар је закрстио докле ће бити његово, односно кочевима је обележио један комад земљишта (око 64 хектара) који ће од тада бити његов и његових наследника.